# Bob Woodward
Bob Woodward, właśc. Robert Upshur Woodward (ur. 26 marca 1943 w Geneva) – jeden z najbardziej znanych dziennikarzy w Stanach Zjednoczonych, głównie dzięki jego wkładowi w ujawnienie afery Watergate, czego dokonał we współpracy z Carlem Bernsteinem, w czasie gdy byli dziennikarzami „The Washington Post”. Napisał dwanaście książek publicystycznych i zdobył dwie Nagrody Pulitzera.

## Życiorys

### Dzieciństwo, edukacja, służba w wojsku
Woodward urodził się w rodzinie sędziego, Alfreda E. Woodwarda. Studiował na Uniwersytecie Yale, dzięki stypendium przyznanemu przez Korpus Treningowy Oficerów Rezerwy Marynarki Wojennej (Naval Reserve Officers Training Corps). W 1965 ukończył studia z dyplomem licencjata. Następnie przez pięć lat służył jako oficer łącznikowy w Marynarce Wojennej Stanów Zjednoczonych. W 1970, po odejściu z wojska w randze porucznika, studiował na Uniwersytecie Jerzego Waszyngtona, uzyskując magisterium. Poza tym pracował dorywczo w Waszyngtonie jako wolontariusz w biurze republikańskiego kongresmena Johna Erlenborna, reprezentującego jego rodzinny stan – Illinois.

### Afera Watergate
Po zwolnieniu ze służby w US Navy próbował zatrudnić się jako reporter w „Washington Post”. Wydawca gazety, Harry Rosenfeld, zatrudnił go na dwutygodniowy okres próbny, którego jednak nie ukończył pomyślnie z powodu całkowitego braku doświadczenia dziennikarskiego. Nie stracił jednak zainteresowania pracą reporterską i został zatrudniony w gazecie „Montgomery Sentinel”. Po roku praktyki w „Sentinelu” dołączył w sierpniu 1971 do redakcji „Washington Post”.
Wraz z kolegą, Carlem Bernsteinem, został oddelegowany do prowadzenia śledztwa dziennikarskiego w sprawie włamania z 17 czerwca 1972 do siedziby głównej Narodowego Komitetu Demokratów w waszyngtońskim kompleksie biurowym o nazwie „Watergate”. Ich praca, prowadzona pod nadzorem redaktora naczelnego, Bena Bradlee, doprowadziła do ujawnienia ogromnej liczby nieczystych zagrywek ze strony Komitetu Reelekcji prezydenta Richarda Nixona. Ich książka na temat tej afery, Wszyscy ludzie prezydenta (1974), stała się bestsellerem, a następnie została zekranizowana. Film z 1976 z udziałem Roberta Redforda w roli Woodwarda (i Dustina Hoffmana jako Bernsteina) przyniósł sławę dziennikarzom i wywołał falę zainteresowania dziennikarstwem śledczym.
Książka i film przyczyniły się także do powstania jednej z największych waszyngtońskich tajemnic: pojawiła się postać tajemniczego informatora Woodwarda, nazywanego „Głębokim Gardłem” (taki tytuł nosił popularny w tamtym okresie film pornograficzny). Woodward postanowił chronić tożsamość informatora aż do jego śmierci lub zgody na ujawnienie. Przez ponad trzydzieści lat jedynymi osobami znającymi jego tożsamość byli Woodward, Bernstein i Bradlee. Dopiero w maju 2005 (w wywiadzie dla „Vanity Fair”) informator ujawnił się jako były zastępca dyrektora Federalnego Biura Śledczego, Mark Felt. Woodward potwierdził jego tożsamość.

### Późniejsza kariera
Woodward kontynuował pisanie książek i reportaży dla „Washington Post”, przejmując jednocześnie obowiązki zastępcy wydawcy gazety. Skupił się na pisaniu o sprawach prezydenckich, wywiadowczych, opisywaniu działalności takich instytucji, jak Sąd Najwyższy Stanów Zjednoczonych, Pentagon, Rezerwa Federalna. Napisał także książkę Wired na temat narkotykowej kultury Hollywood i śmierci aktora Johna Belushiego.
W serii artykułów ze stycznia 2002 wraz z Danem Balzem opisał wydarzenia z Camp David w następstwie ataków z 11 września 2001 (wspominali o koncepcji Worldwide Attack Matrix).
Czterokrotnie przeprowadzał wywiady z George’em W. Bushem, które łącznie przyniosły ponad siedem godzin nagrań. Na ich podstawie napisał książki Bush at War (2002; wyd. pol. Wojna Busha, Magnum 2003) oraz Plan of Attack (2004; wyd. pol. Plan ataku, Magnum, 2004) będące sprawozdaniami z prezydentury Busha i zawierające opis planów odpowiedzi Białego Domu na ataki z 11 września oraz wojen w Afganistanie i Iraku. Natomiast w książce The Secret Man opisał swoje relacje z Markiem Feltem.
14 listopada 2005 Woodward złożył dwugodzinne zeznania przed specjalnym prokuratorem Patrickiem Fitzgeraldem badającym sprawę Valerie Plame, agentki CIA, której tożsamość została ujawniona 14 lipca 2003 przez współpracownika wiceprezydenta Dicka Cheneya – Lewisa „Scootera” Libby’ego, w następstwie opublikowania przez jej męża, Josepha C. Wilsona, informacji, że atak na Irak był podjęty na podstawie fałszywej przesłanki o broni masowego rażenia. Sprawozdanie z przesłuchania znalazło się w wydaniu „Washington Post” z 19 listopada 2005.